# Jean Renart
Pour les articles homonymes, voir Renard.
Ne doit pas être confondu avec Renaut.
Jean Renart est le nom de plume d'un écrivain français picard et de langue picarde de la fin du XIIe siècle et de la première partie du XIIIe siècle, connu comme auteur du Lai de l'Ombre, qu'il signe de ce nom. Il est sorti de l'anonymat à la fin du XIXe siècle, quand on a pu lui attribuer deux romans, L'Escoufle et Le Roman de la Rose.
Le puissant évêque Milon de Nanteuil était le mécène de Jean Renart. Ce dernier lui consacrera Le Roman de la Rose (plus tard rebaptisé  Guillaume de Dole),,,.

## Éléments biographiques

### Un ménestrel?
Sa vie est mal connue. Le peu qu'on sait de cet auteur est tiré des renseignements fournis par ses œuvres dont les dates d'écriture sont déduites des allusions à des personnages historiques qu'elles contiennent. Originaire du Rhône et de formation cléricale, il porte un surnom de ménestrel, construit sur un oxymore. En effet, dans la littérature médiévale, les noms formés sur Johannes (Jean, Jehan, Jeannot…) désignaient des niais, des benêts, alors que Renart est « le maître des ruses ».
Jean Renart est originaire de Picardie,, semble-t-il de Soissons ou du Soissonnais, on note une prédominance des formes picardes dans ses textes. En raison du fait que sa langue présente des caractéristiques franco-picardes, on pense aussi que Jean Renart devait être originaire d'une zone au contact des dialectes français et picard.
Il ne signe clairement qu’un texte de ce surnom : le Lai de l'Ombre. Mais au début de ce poème, il fait une allusion explicite à un autre texte en vers, un roman, l’Escoufle ; et des similitudes d’intrigue, des critères stylistiques, ainsi qu’une anagramme en fin de poème à propos de son sornon, permettent de lui attribuer de façon sûre Le Roman de la Rose.
Jean Renart connait très bien les œuvres des trouvères et même de certains troubadours de son temps. Il évolue dans un milieu aristocratique : l’Escoufle est dédié à un comte de Hainaut, ce qui permet de la dater vers 1200-1202 ; le Lai de l’Ombre est dédié à un eslit, un évêque désigné (élu) mais non consacré, probablement le même Milon de Nanteuil, auquel est dédié le Roman de la Rose.

### Une identification vraisemblable
Rita Lejeune a apporté dans une publication de 1997, Du nouveau sur Jean Renart, des éléments qui tendent à prouver que sous ce pseudonyme se cache Hugues de Pierrepont, prince-évêque de Liège de 1200 à 1229. Selon Gislebert de Mons, Hugues était un clerc exceptionnel et très lettré (« satis litteratus et discretus », écrit-il dans ses Gesta episcoporum Leodiensium abbreviata). Il aurait eu, selon la Chronica d'Aubry de Trois-Fontaines, une jeunesse dissolue avant de s'amender. Il avait aussi une grande réputation de chevalier sachant manier les armes et mener ses troupes : en 1213, à la tête des  milices communales liégeoise et hutoise, il vainquit le duc de Brabant Henri le Guerroyeur, allié de Philippe Auguste, à la bataille de Steps.
C'était aussi un prélat mondain, qui, lorsqu'il participa au concile de Latran (11 au 30 novembre 1215) se présenta les deux premiers jours en habits laïcs, vêtu d'abord comme un comte, puis comme un duc, et le troisième en habit épiscopal, coiffé de la mitre.
Hugues de Pierrepont, noble lui-même, connaissait la noblesse française et impériale (dont certains représentants illustres apparaissent en personne dans l'épisode du tournoi du Roman de la Rose) ; il maîtrisait le vocabulaire juridique (très présent dans l’Escoufle et le Roman de la Rose), puisqu'il rendait la justice en tant que prince-évêque ; il pouvait connaître le wallon (le tudesque) que parlaient ses ouailles, dont Jean Renart se moque dans Le Roman de la Rose. Il avait un frère prénommé Guillaume, comme les héros de l’Escoufle et du Roman de la Rose, mort au cours de la troisième croisade. En outre il soutenait, dans la course au titre d'empereur du Saint-Empire romain germanique, la candidature d'Othon, comte de Poitiers, qu'il est allé chercher, avec d'autres prélats rhénans, pour le faire élire roi des Romains puis couronner le 12 juillet 1198. Aussi Rita Lejeune a-t-elle émis l'idée que, dans le Roman de la Rose le personnage de papier, le roi Conrad, était une représentation idéalisée de l'empereur Othon IV.

## Œuvres
On attribue avec certitude trois ouvrages à Jean Renart :
- L’Escoufle, un roman de plus de 9 000 vers, traite le thème des amours contrariées par un père, mêlé au thème de l'oiseau (un escoufle, c'est-à-dire un milan) voleur d'un objet précieux (un anneau, gage d'amour) : Guillaume de Montivilliers est promis à Aelis, fille de l’empereur de Rome, dont son père est conseiller. À la mort du père de Guillaume, l’empereur revient sur sa promesse, et les deux jeunes gens s’enfuient vers la France. Aelis a donné à Guillaume une aumônière contenant un anneau. Un escoufle s’en empare. Guillaume part à la poursuite de l’oiseau ; les amants sont longtemps séparés et se retrouvent après de multiples péripéties.

- Le Lai de l'Ombre, une nouvelle courtoise de 962 vers : un chevalier est amoureux d'une dame qui lui résiste et refuse l'anneau qu'il lui offre ; il déclare alors qu’il va en faire présent à l’objet qu’il aime le plus après sa dame : il jette l'anneau dans un puits pour l'offrir à l'image (l'ombre) de la dame reflétée par l'eau ; la dame séduite par tant de raffinement lui accorde son amour.

- Le Roman de la Rose, renommé Guillaume de Dole par l'humaniste et historien du XVIe siècle Claude Fauchet, d’après un des héros du roman, pour éviter la confusion avec Le Roman de la Rose de Guillaume de Lorris et de Jean de Meun, beaucoup plus célèbre. L’histoire repose sur le thème de la gageüre ou pari sur la chasteté d'une femme[19], mais s'appuie aussi sur un fonds historique, la crise de succession dans le Saint-Empire, entre 1197 et 1218[20]. L’empereur Conrad tombe amoureux de Liénor, sœur de Guillaume de Dole, sans l’avoir vue, grâce à une chanson de trouvère (qui s'inspire du Lai de l'Ombre). Il invite le frère à sa cour, où celui-ci s’illustre dans un tournoi. Le sénéchal de l’empereur, jaloux du nouveau venu, se rend à Dole et obtient par ruse de la mère de Liénor un détail intime sur la jeune fille (elle a sur la cuisse une tache de naissance en forme de rose). Le sénéchal peut alors prétendre devant l’empereur qu’elle s’est donnée à lui. Liénor décide de démasquer l’imposteur : elle lui fait envoyer, de la part d’une femme que le sénéchal a naguère courtisée en vain, une aumônière contenant un anneau, une broche et une ceinture ; puis se rend à la cour de l’empereur, prétend que le sénéchal l’a violée et lui a volé les objets qu’elle lui a fait remettre. Le sénéchal jure n’avoir jamais vu cette jeune fille : Liénor se dévoile alors comme « la pucelle à la rose », confondant le sénéchal qu’on oblige à se croiser, et épouse l’empereur. Dans ce texte, par ses allusions à des faits contemporains, en éliminant les éléments merveilleux propres à la tradition bretonne, Jean Renart manifeste un souci d'actualisation qui oriente le roman dans la voie du réalisme ; Renart est aussi le premier auteur à insérer des intermèdes lyriques chantés qui viennent ponctuer et commenter l’action, un procédé qui sera rapidement repris par d'autres auteurs.

On lui a attribué d’autres textes anonymes de la même époque : un roman, Galeran de Bretagne, dont l'auteur qui se désigne comme « Renaut » s’inspire visiblement de Jean Renart ; un fabliau, Auberée ; un lai : le Lai d’ignauré (ou Ignaurès) ou Lai du prisonnier, dont l’auteur signe aussi Renaut (peut-être Renaut de Beaujeu) ; deux pièces à rire, Débat de Renart et de Piaudoue, Du Plait de Renart de Dammartin contre Vairon son roncin, mais à chaque fois sans éléments vraiment probants.
La question de l’audience réelle de Jean Renart à son époque reste posée : en effet l’Escoufle n’est conservé que dans un manuscrit, tout comme le Roman de la Rose ; le Lai de l’Ombre est connu par sept manuscrits, six du XIIIe et un du XIVe siècle. Cependant des études récentes soulignent le succès du procédé d'insertion de poèmes lyriques qu'il affirme avoir inventé. Son Roman de la Rose a été imité dès 1229 par Gerbert de Montreuil, dans le Roman de la Violette, qui en imite le titre, en reprend l'intrigue et y insère quarante chansons et refrains lyriques à la mode sous Louis VIII. Galeran de Bretagne s'inscrit dans la même tradition littéraire, tout en se montrant plus proche de l'esthétique épique des romans de la Table Ronde.

## Éditions
- Jean Renart, L'Escoufle, roman d'aventure. Nouvelle éd. d'après le manuscrit 6565 de la Bibliothèque de l'Arsenal par Franklin Sweetser, Genève, Droz, 1974 (Textes littéraires français, 211)
- Jean Renart, L'Escoufle, roman d'aventure. Traduction en français moderne par Alexandre Micha, Paris, éditions Honoré Champion, 1992 (Traductions des Classiques français du Moyen Âge, 48).
- Jean Renart, Le Roman de la Rose ou de Guillaume de Dole, éd. Rita Lejeune, Paris, Droz, 1936.
- Jean Renart, Le Roman de la Rose ou de Guillaume de Dole, éd. Félix Lecoy, Paris, éditions Honoré Champion, 1962 (Classiques français du Moyen Âge, 91).
- Jean Renart, Guillaume de Dole ou le Roman de la Rose, roman courtois du XIIIe siècle, traduit en français moderne par Jean Dufournet, Jacques Kooijman, René Ménage et Christine Tronc, Paris, éditions Honoré Champion, 1988 (Traductions des Classiques français du Moyen Âge, 27).
- Jean Renart (trad. Jean Dufournet), Le Roman de la Rose ou de Guillaume de Dole, Paris, éditions Honoré Champion, 2008, 479 p. (ISBN 978-2-7453-1702-5, présentation en ligne)
- Jean Renart, Lai de l'Ombre, éd. Félix Lecoy, Paris, éditions Honoré Champion, 1979 (Classiques français du Moyen Âge, 104)